# Куэнка (Испания)

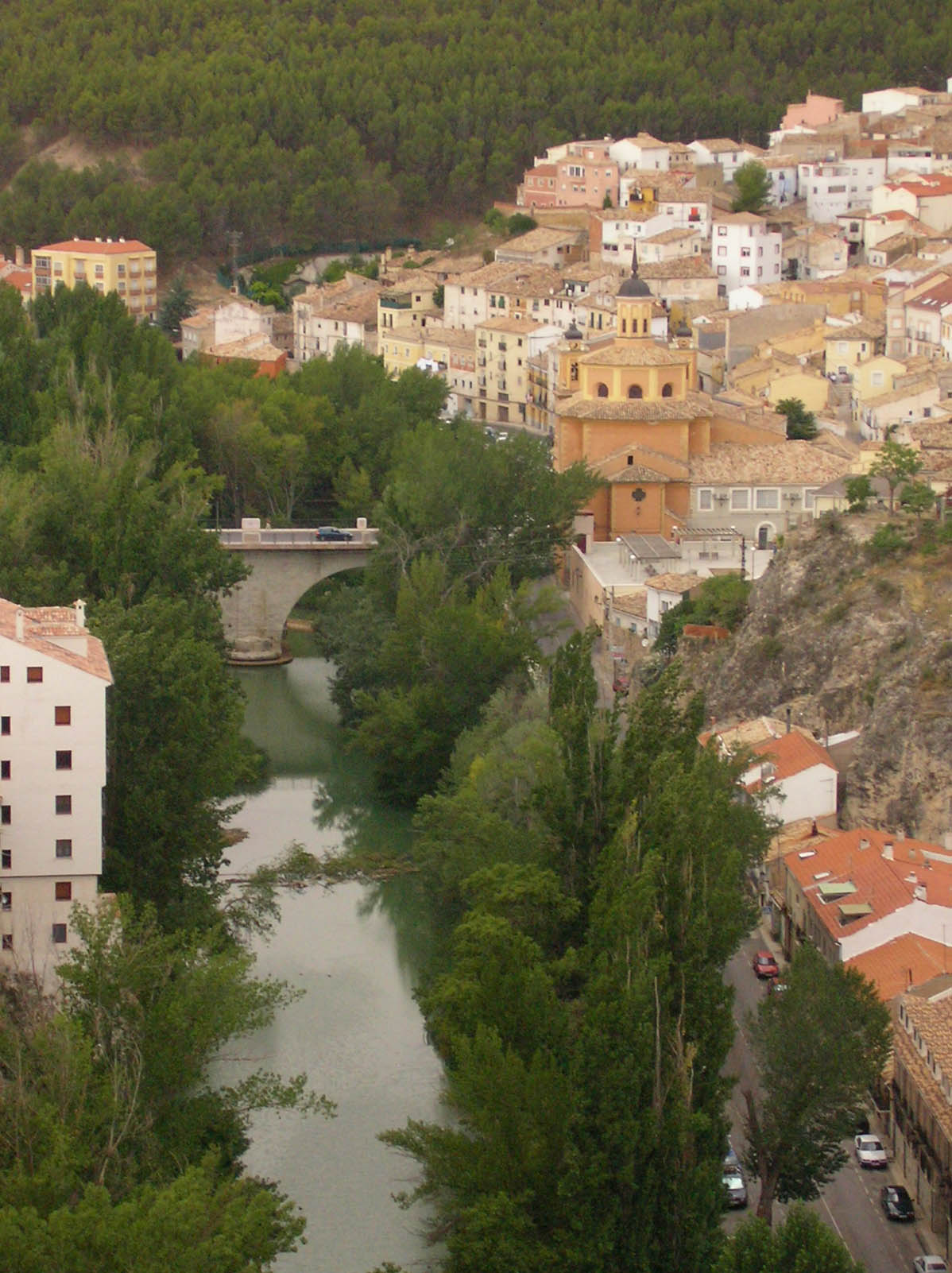
Река Хукар, пересекающая Куэнку

Куэ́нка (исп. Cuenca [ˈkweŋka]) — город в Испании (автономное сообщество Кастилия — Ла-Манча), административный центр одноимённой провинции. Население — 54,8 тыс. человек.

## История
Между реками Хукар (исп. Júcar) и Уэкар (исп. Huécar) на господствующей высоте 956 метров над уровнем моря в начале нашей эры возникло кельтское поселение. Когда сюда добрались римляне, здесь появился небольшой укрепленный гарнизон, который в 711 г. захватили арабы, назвав его Kuvenka.
В середине XII века арабский географ Аль-Идриси (исп. El Idrisi) описывает Куэнку как древнее поселение рядом с искусственным озером, окружённое хорошо укреплёнными стенами.
В 1177 г. кастильский король Альфонсо VIII берёт Куэнку приступом и делает его столицей своего королевства и центром епархии. Город постепенно заселяют христиане, которые мирно уживаются с остатками арабов и евреями. Однако ведение нового городского свода законов, Fuero de Cuenca, порождает религиозные распри, которые приводят к формированию кварталов, заселенных по религиозному признаку — мусульмане селятся вокруг башни Маньяна (исп. Torre Mangana), евреи — на Calle Zapaterias.
До XVI в. город процветал. С древних времен он был знаменит производством шерсти и текстиля. Здесь выращивали домашний скот и обрабатывали слоновую кость (это ремесло в Куэку принесли жители Кордовы). Привлеченные деньгами, сюда в поисках работы приезжали художники и архитекторы со всей Испании (преимущественно из «страны басков»), возводя тут прекрасные здания и дворцы. Так на средства, выделенные гильдиями торговцев шерстью и скотом, были возведены епископский дворец, ряд монастырей, церквей, несколько школ (многие из этих построек сохранились до сих пор).
Куэнка сильно пострадала от чумы 1588 г., затем началась череда засух, саранчи, эпидемий. К тому же король Карл IV издал указ, упразднявший цеховое производство в Куэнке, чтобы город не был конкурентом королевской фабрике гобеленов. В результате город постепенно пришел в упадок.
В XVIII в. местный епископ попытался возродить здесь ткачество, но потерпел неудачу.
В XIX в. Куэнка становится столицей вновь созданной административно-территориальной единицы — провинции Куэнка.
В 1996 г. внесен в список Всемирного наследия ЮНЕСКО как редкий пример хорошо сохранившегося средневекового укрепленного города.

## Достопримечательности
Основные достопримечательности находятся в старом городе.
- Барочное здание мэрии на улице Альфонсо VIII.
- Пласа-Майор (исп. Plaza Mayor) — главная площадь старого города.
- Готический кафедральный собор (исп. Catedral de Santa María y San Julián de Cuenca) на Пласа-Майор. Это первый в Испании готический кафедральный собор. Строительство его началось в 1182 году, при Альфонсо VIII. Фасад работы Vicente Lampérez пристроен в XIX веке, в соответствии с европейской архитектурной модой того времени — украшать старинные церкви неоготическими фасадами. Строительство завершено в XVI веке, а фасад не окончен до сих пор. Главный алтарь работы Вентуры Родригеса. До XII века на месте собора находилась арабская мечеть. При соборе организован небольшой музей, где выставляются картины Эль Греко.
- «Касас кольгадас» (casas colgadas) — буквально «Висячие дома» с деревянными балкончиками прямо над обрывом над р. Уэкар

необычная готическая церковь Сан-Мигель с арабскими мотивами в убранстве, к которым от Пласа-Майор ведет улица Обиспо-Валеро.
- «Скит тревог» (исп. Ermita de Nuestra Señora de las Angustias , англ. Nuestra Señora de las Angustias Shrine) — скит святой покровительницы епархии. Построен в XVII столетии непосредственно над хижиной местного отшельника. Представляет собою композицию из розовой центральной части с изящным барочным входом и два боковых флигеля, простых и суровых. Существует традиция, по которой в страстную пятницу посетители должны целовать плащ Мадонны.
- Церковь San Pedro формой напоминает византийские церкви
- Бывший монастырь кармелиток, сейчас в нём расположен фонд Антонио Переса.
- Епископский дворец (XVI—XVIII вв.)
- Музей абстрактного искусства в доме, именуемом Дом русалки (Casa de la Sirena)
- Музей истории Куэнки.

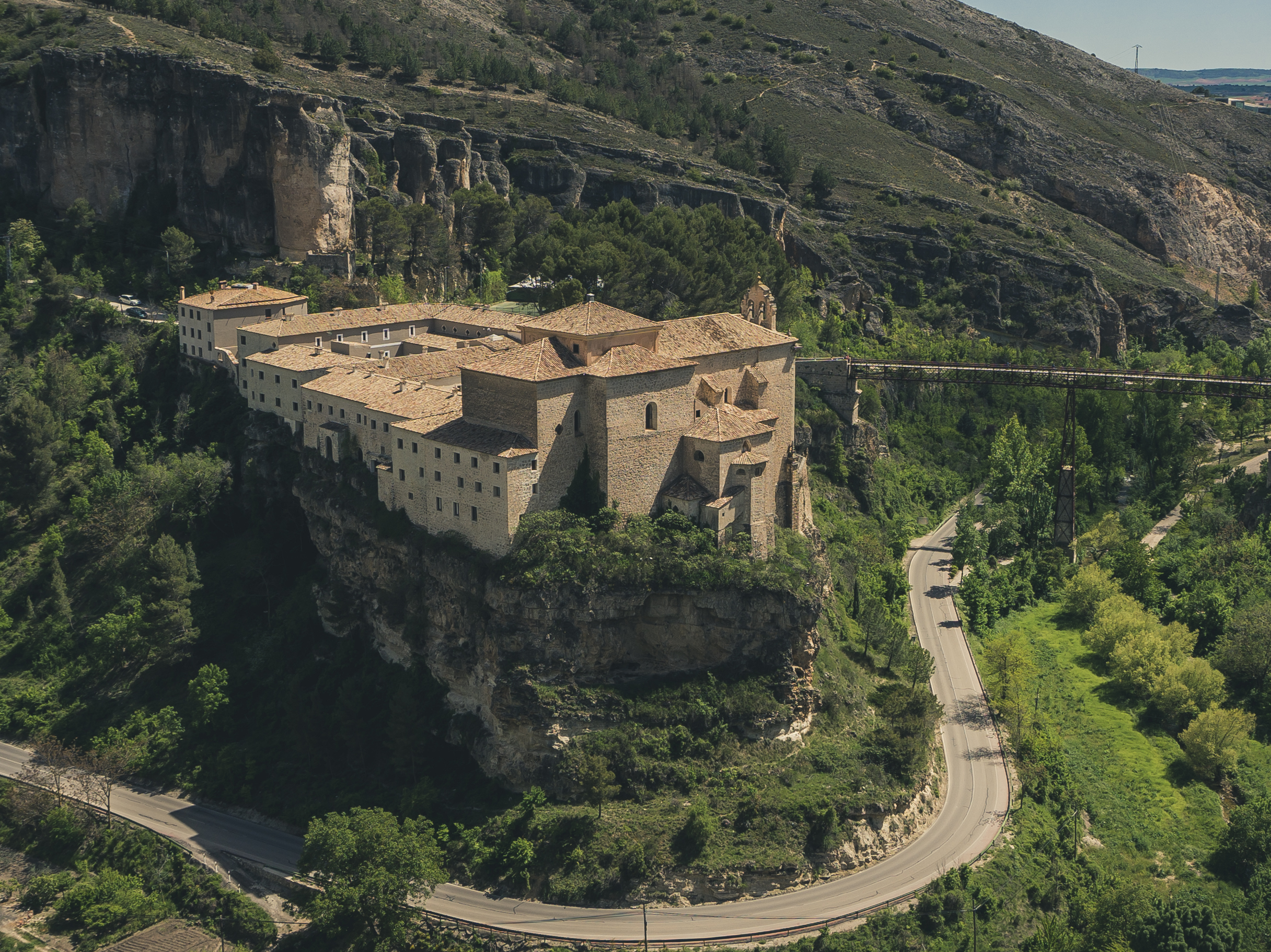
Доминиканский женский монастырь Сан-Пабло

- Музей науки с моделями «машин времени» и разнообразными физическими приборами, сторожевая башня Маньяна (Torre de Mangana) — расположены на одноименной площади, к которой от Пласа-Майор ведет улица Санта-Мария. Башня является единственной сохранившейся частью разрушенной крепостной стены, возведенной маврами. В древности она служила дозорным пунктом. Сейчас здесь организована смотровая площадка откуда открывается вид на город и откуда легко увидеть находящуюся на противоположном склоне деревушку Уклес, в которой возвышается построенная рыцарями ордена Сантьяго в стиле рококо доминиканский женский монастырь-крепость Сан-Пабло (Convento de San Pablo, XVI век, ныне — парадор). Рядом размещается семинария Сан-Хулиан (1746) и монастырь Рабынь милосердия (Convento de las Esclavas de la Merced) с одноименной церковью.
- Церковь святого Филиппа Нери (Iglesia de San Felipe Neri)
- Площадь милосердия (Plaza de la Merced)
- Монастырь Сан-Педро
- Церковь Сан-Панталеон
- Мост San Pablo (Puente de San Pablo)

Ткани, ковры и шерстяные изделия местного производства широко представлены в многочисленных сувенирных лавках.

## Праздники
Праздник Святого Матео (Fiestas de San-Mateo). Типичный для испанских городов праздник, посвящённый покровителю города, коим для Куэнки является Святой Матео. Отмечается этот праздник с 18 по 21 сентября. Традиционно в этот день на улицах города проходит фестиваль-маскарад, бесплатно разливается местный напиток, представляющий собой фруктовое вино. Так же проходит традиционный для Испании бег быков на Главной площади города.
Святая Неделя (Semana Santa de Cuenca). Данный праздник рассчитан на привлечение туристов со всей Испании. В этот день по центральной улице проходит парад различных фигур (Las Turbas), связанных в основном с библейскими событиями.
В конце августа отмечается Праздник Святого Хулиана (Ferias de San-Julian).

## Города-побратимы
Куэнка, Эквадор (2002)
 Л'Акуила, Италия (1986)
 Пласенсия, Испания
 Ронда, Испания
 Таско, Мексика (1979)
 Паджу, Южная Корея
 Сакатекас, Мексика
 Черрето-Саннита, Италия
 Боллен, Франция

## Фотографии

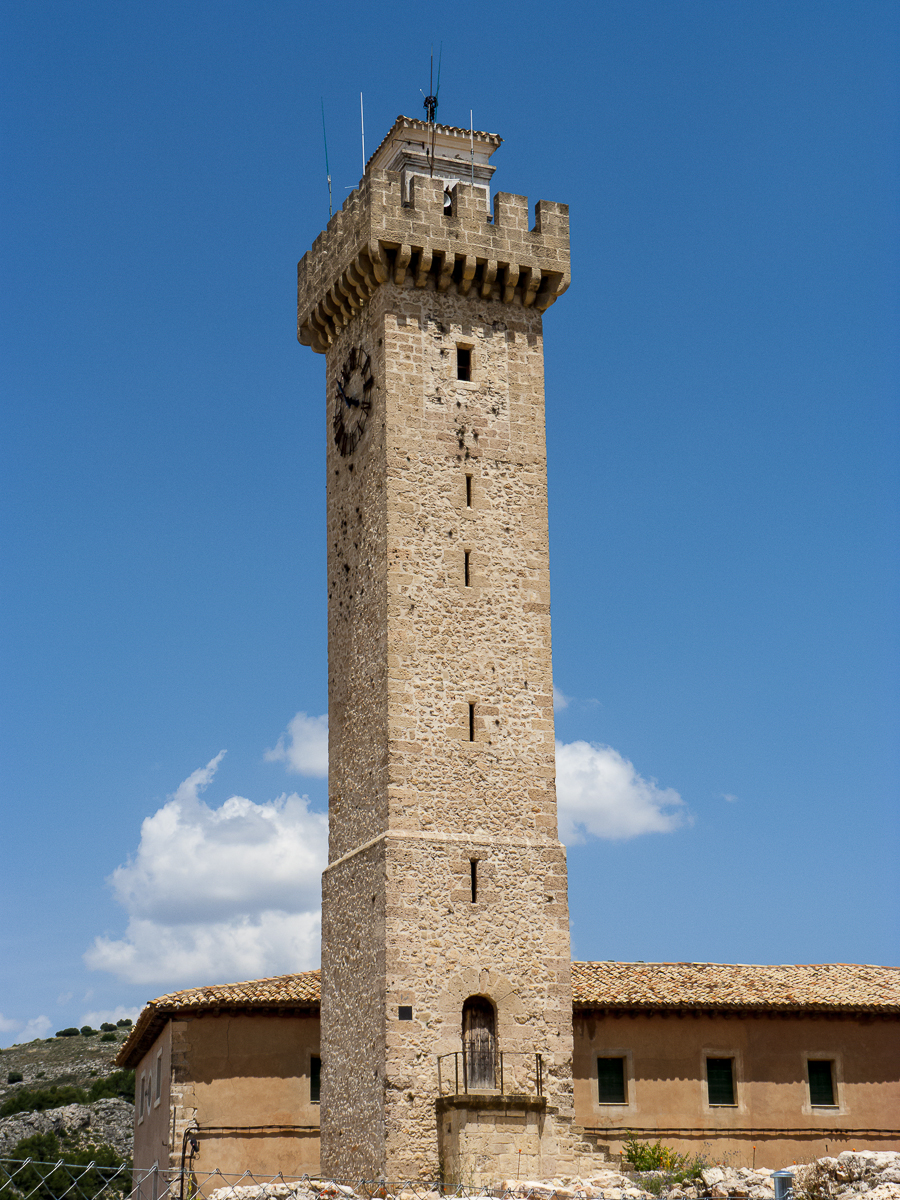
Башня Маньяна
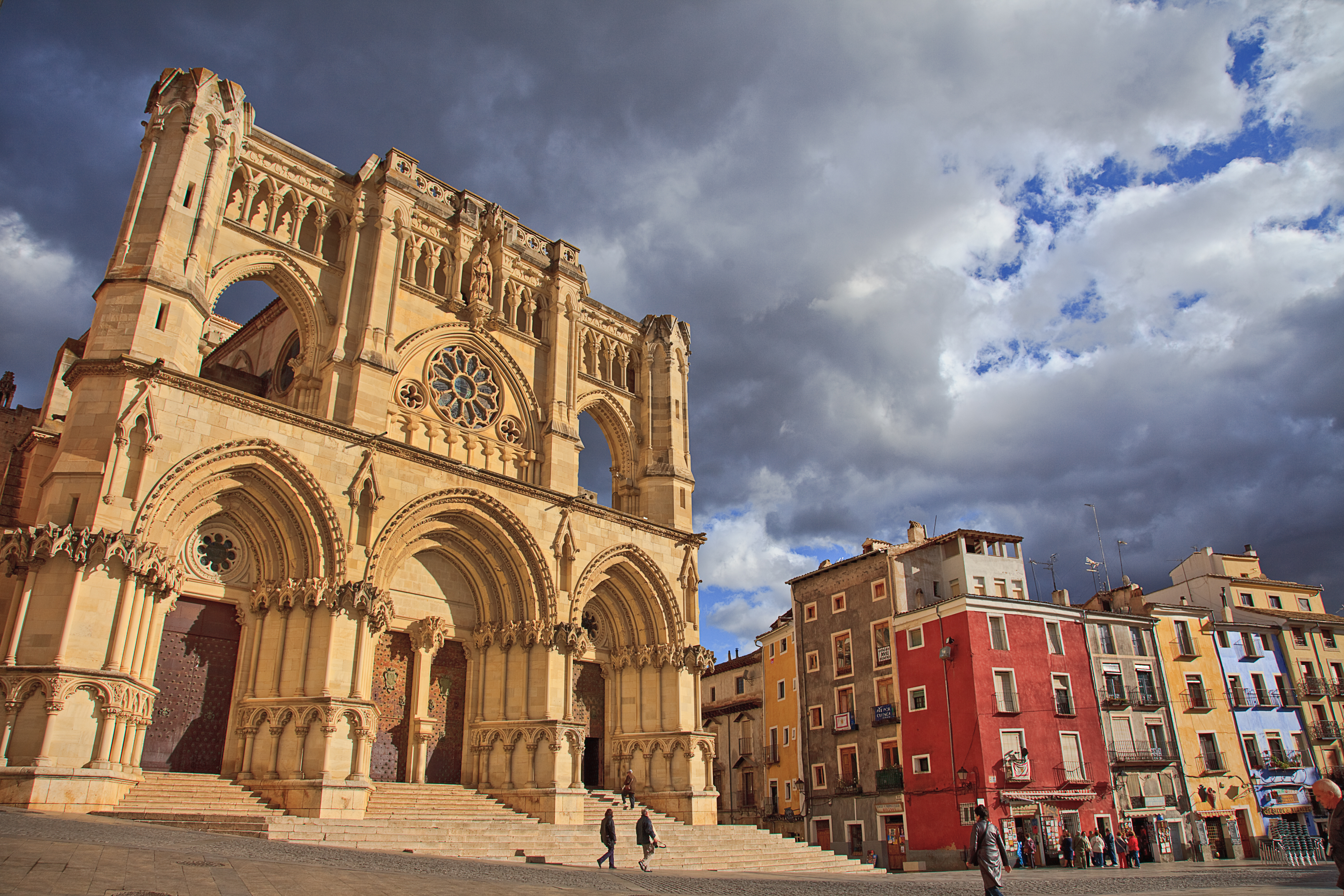
Кафедральный собор
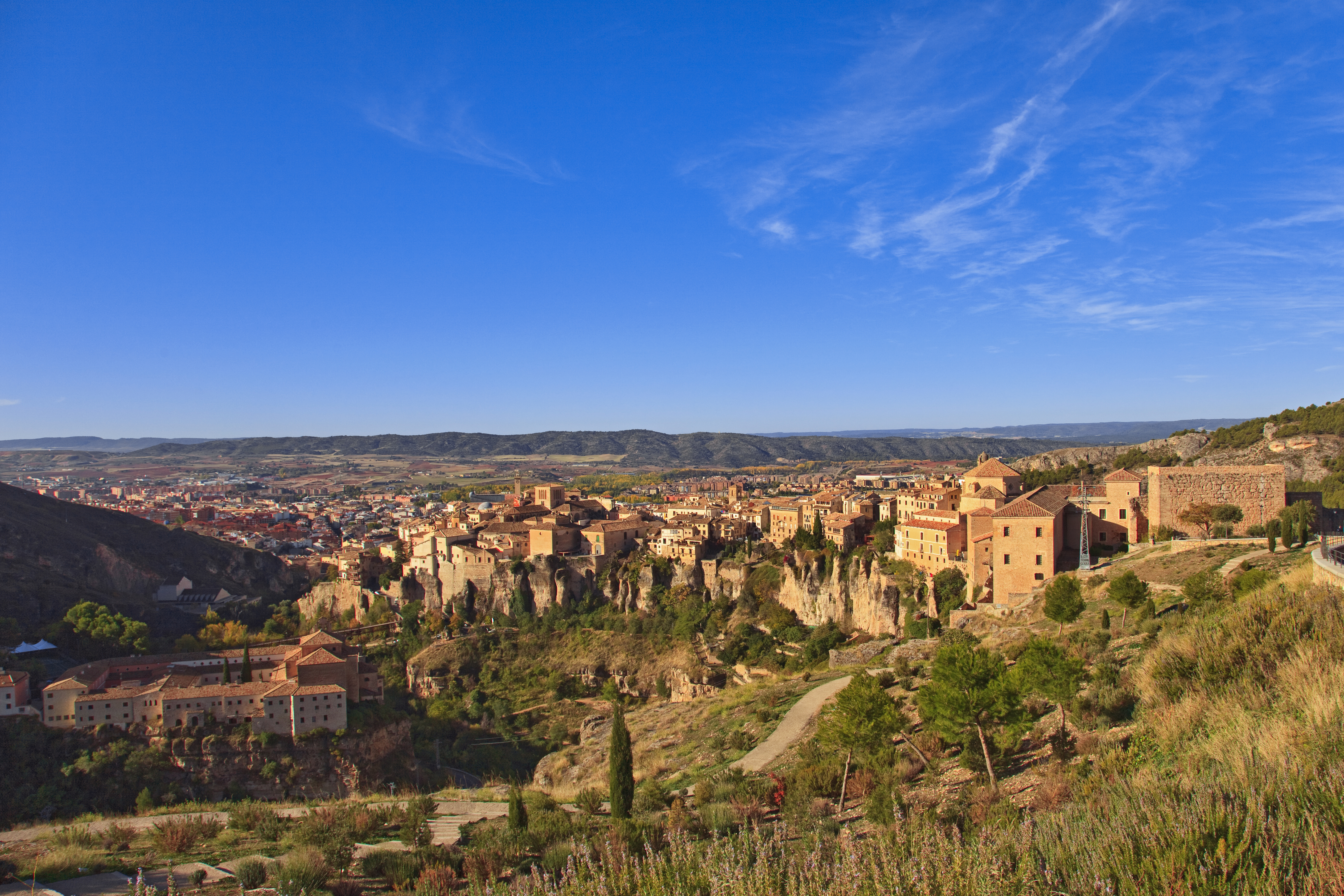
Панорама города
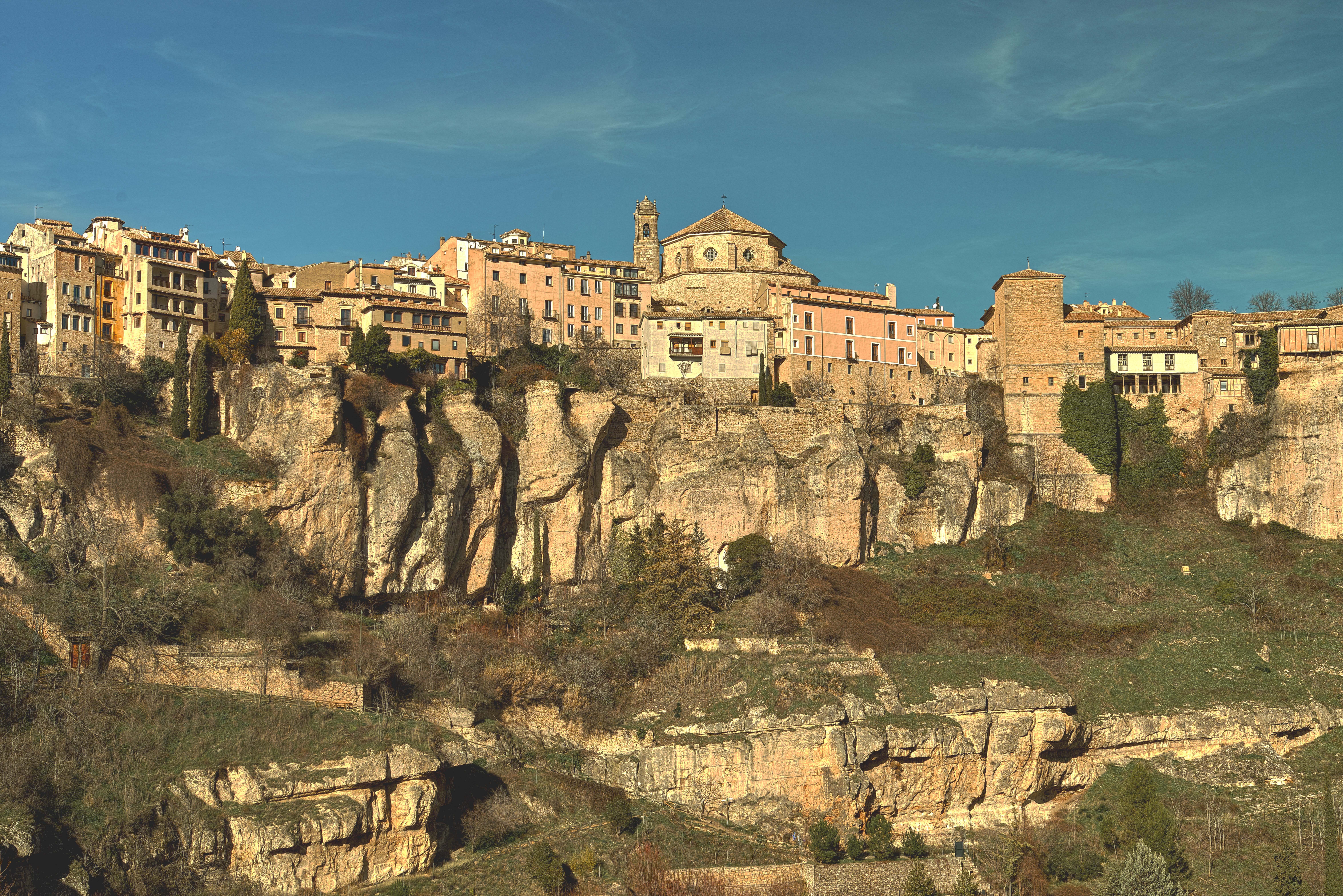
Панорама